# Frank Cho
Frank Cho, född Duk Hyun Cho 1971 i Seoul, Sydkorea, är en amerikansk serieskapare. Cho är känd för serien Liberty Meadows (i Sverige publicerad bland annat under namnet Reservatet).
Cho föddes i Sydkorea men kom till USA som sexåring och växte sedan upp i Maryland där han kom att utbilda sig till sjukvårdare vid University of Maryland. Han var dock mer intresserad av att teckna och under studietiden gjorde han serien University2 (på svenska publicerad som Livet leker) för studenttidningen The Diamondback. Efter avslutad examen gjorde Cho om serien till Liberty Meadows. Han behöll flera av seriefigurerna men flyttade handlingen från universitetsmiljö till ett djurrehabiliteringscenter. Serien togs upp av ett syndikat och började publiceras 1997, från början i dagstidningar och så småningom även i en egen tidning. Efter några år tröttnade Cho dock på att syndikatet censurerade hans arbeten och slutade producera serien för dagspress. 
I Sverige har Frank Chos serier publicerats i bland annat tidningarna Larson! och Nemi.